# Championnats nationaux de cyclisme sur route
Les championnats nationaux de cyclisme sur route sont des courses cyclistes attribuant des titres de champions nationaux dans les différentes catégories et disciplines du cyclisme sur route : la course en ligne et le contre la montre.
Ils sont organisés par les fédérations nationales. Selon les réglementations de celles-ci, des coureurs étrangers peuvent être amenés à participer. Toutefois, seuls les coureurs possédant la nationalité du pays au 1er janvier peuvent se voir attribuer le titre de champion national, ainsi que les points distribués pour l'un des classements UCI. Deux ou trois fédérations nationales peuvent organiser une épreuve conjointe pour désigner leurs champions nationaux respectifs.
Les championnats nationaux sur route ont lieu durant la dernière semaine du mois de juin. Des dérogations peuvent toutefois être accordées aux pays de l'hémisphère sud, ainsi que dans des cas de force majeure. Ainsi, les championnats d'Australie et de Nouvelle-Zélande ont lieu au mois de janvier.

## Maillot distinctif

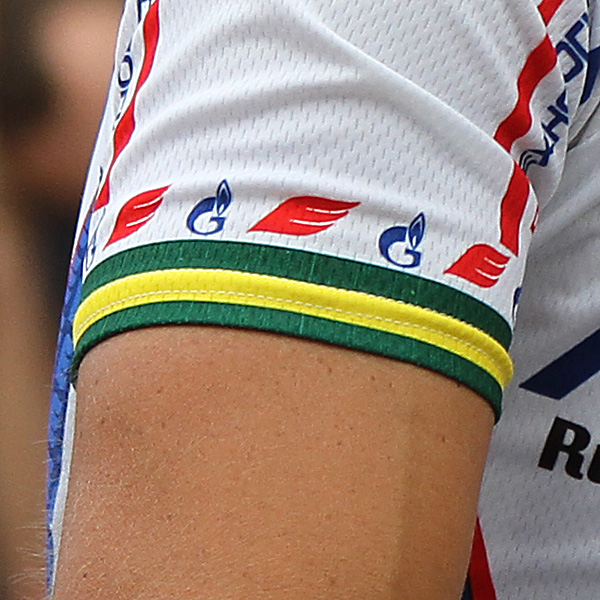
Liseré aux couleurs de l'Australie, ici aux manches du maillot de Robbie McEwen

Le règlement de l'Union cycliste internationale donne obligation aux champions nationaux de porter un maillot de champion national « dans toutes les épreuves de la discipline, de la spécialité et de la catégorie dans laquelle ils ont obtenu leur titre à l'exception de toute autre épreuve. [...] Le maillot de champion national doit être porté en toutes circonstances, notamment lors des compétitions, des cérémonies protocolaires, des conférences de presse, des interviews télévisées, des séances de signature d'autographes, des séances photo. » Un coureur qui n'est plus détenteur d'un titre de champion national peut arborer un liséré aux couleurs nationales sur le col et les bords de manches de son maillot.
Si un champion national est amené à devoir porter un ou plusieurs autres maillots distinctifs, le maillot de champion national vient dans l'ordre de priorité après les maillots de leader de course par étapes, le maillot de leader de circuit continental ou de classement UCI, le maillot de champion du monde et le maillot de champion continental.

## Points attribués pour les classements UCI

### Femmes
Les championnats nationaux attribuent des points pour le classement UCI aux coureurs les mieux classés. Le nombre de coureurs concernés et le barème des points attribués varient selon le classement du pays au classement UCI au 15 janvier, et selon qu'il s'agit de la course en ligne ou du contre-la-montre.

### Hommes
Les championnats nationaux attribuent des points pour les classements continentaux aux coureurs les mieux classés. Le nombre de coureurs concernés et le barème des points attribués varient selon le classement du pays au circuit continental l'année précédente, et selon qu'il s'agit de la course en ligne ou du contre-la-montre.